# 山作戰
山作戰（やまさくせん、1972年8月6日 - ）は主に静岡を拠点として活動する日本のインディーズ・アーティスト。山作戰は音楽活動での活動名。本名：高山 真徳。熊本県出身

## 人物
ボーカル、作詞、作曲、編曲、ループマシンによる多重コーラス。演奏する楽器はギター、ピアノ、ハモニカなど。音源制作では打ち込み音源による独自の音への拘りがあるが楽器以外の道具を音源として使用することもある。日本語の言葉の響きを大切にした作品作りを心掛けている。
ネットライブ配信やライブ会場ばかりではなく音楽機材を車に積み込み、カフェなどでライブをするなど精力的に全国を周り活動している。
2016年5月「熊本弁ネイティブの会」による熊本復興支援に向けた「緑の募金」活動に参加。
2020年12月、熊本県熊本市の公開するWEB動画「くまもと城下町ラストサムライ」の歌とナレーションを担当。
2019年4月より静岡放送にて、ラジオ番組「山作戰のだら!だら?大作戦」の番組を担当している。

## 略歴
- 1972年（昭和47年）8月6日 - 現在の熊本県天草市で長男として生まれる。
- 1977年（昭和52年） - 熊本市内へ引越す。
- 1981年（昭和56年）4月 - 小学4年生、この頃から音楽との関わりが深まる。
- 1991年（平成3年）3月 - 熊本県立熊本北高等学校卒業後[7]、東京での生活が始まる[1]。
- 2011年（平成23年）10月 - 静岡県静岡市清水区蒲原に引越す[1][3]。

## アルバム・作品集など

### 山作戰
（2009年1月11日）
1. はじめにうたありき
2. カラザ
3. アワヨクバワレサキニ
4. 曼珠沙華が咲いたら
5. 敗北論
6. 桜の木と櫟の木
7. 眠れない夜が明けても
8. メロウ
9. 教育
10. 陰影の強い雲

### 山作業
（2012年5月28日）
1. 鼻白む沈丁花
2. 素材
3. ぼくはげ
4. もう電話もしない
5. 雨
6. 妄夏
7. 嘘歌
8. 春眩
9. すばらしいせかい
10. あいうた
11. 接線弧

### 遺作
（2013年8月3日）
1. ひねもす
2. 並木道
3. ふたりのいる朝
4. 温度
5. ぼくのいない街
6. いなもと
7. ぼくもないている
8. だいっきらい
9. 大人の器
10. ディナーショウ

### 山作為
（2014年7月26日）
1. 冒険
2. 黄昏のあなた
3. ひとさらいさらい
4. たとえばさ
5. アゲハ
6. 山作為
7. ひかりごけ
8. 東京
9. 明けない夜
10. 僕らの時代
11. 落人の肖像

### 小作品集 山作柄
（2015年4月4日）
1. あかねさす
2. 木曜日にあいましょう
3. やまない雨
4. 四角い森
5. ゆいのうた（ボーナストラック）

### 単品作品 明けない夜
（2016年3月13日）
1. 明けない夜
2. 蛸と細い月

### 山作用
（2016年8月2日）
1. 煩悩スルメ
2. あいたかやま
3. さようなら
4. 御休日和
5. 並んだ独り
6. ふんふんふん
7. 人間だもんで
8. 黎明
9. カマンベール
10. 蝉時雨
11. 掻き消された声
12. ようこそのうた

### 単品作品集 折れない心
（2017年5月1日）
1. 折れない心
2. たとえばさ
3. 折れない心（カラオケ）

### 小作品集 第二章 山作柄　荷
（2017年6月15日）
1. 強い雨の叩く夜は
2. もどるべき環のなかへ
3. 音街道
4. せめて穏やかな夜を
5. 俺の東海道

### ライブDVD ヤマサク春のセンまつり2018
（2018年8月4日）
1. 明けない夜
2. 煩悩スルメ
3. ディナーショウ
4. すばらしいせかい
5. メロウ
6. 眠れない夜が明けても
7. 未明の空
8. 折れない心
9. 櫻の木と櫟の木
10. 俺の東海道
11. あかねさす
12. 木曜日にあいましょう
13. 絶望の砂に咲く花
14. ゆいのうた
15. 人生がおわるとき思い出してしまう
16. 約60分の特権映像

### シングル+MVDVD 絶望の砂に咲く花
（2019年8月1日）
1. 絶望の砂に咲く花

### ライブDVD ヤマサク春のセンまつり2019
（2019年8月1日）
1. イントロダクション　トラヤ
2. 人間だもんで
3. メロウ
4. 明けない夜
5. あかねさす
6. 〜山場コーナー〜　・掻き消された声　・ゆいのうた
7. 人生がおわるとき思い出してしまう
8. 僕らの時代
9. ヒカリゴケ
10. 東京
11. メドレー　・折れない心〜走るひと〜俺の東海道〜バ　ラ　カ　ン
12. 大人の器
13. 木曜日にあいましょう
14. 絶望の砂に咲く花
15. 声を聴かせて

### ダウンロード限定音源 うたいくさ
（2020年5月12日）
1. 明けない夜
2. 人間だもんで
3. わたしはうた
4. 木曜日にあいましょう

### シングル 絶望の砂に咲く花
（2021年8月6日）
1. 絶望の砂に咲く花

### 5thALBUM エレベスト
（2024年7月29日）
1. はじめにうたありき
2. あかねさす
3. 明けない夜
4. メロウ
5. 木曜日にあいましょう
6. 僕らの時代
7. フラグ
8. 絶望の砂に咲く花

## ライブ・活動

### 2010年
- 1月11日、東京＜富士山頂フェスティバル前夜祭（仮） その壱＞（恵比寿 天窓.switch）[9]
- 2月26日、東京＜226山作戰事件＞（渋谷 楽重）
- 5月15日、東京＜富士山頂フェスティバル前夜祭（仮） その弐＞（高円寺レスカフェ）
- 5月21日、東京＜生前奏百連発 其の伍、六 LIVE＞（渋谷 楽重）
- 6月26日、東京＜富士山頂フェスティバル前夜祭（仮） その参＞（Com.Cafe音倉）
- 9月17日、東京＜山作戰LIVE＞（池尻大橋ROCKER ROOM）
- 9月20日、Ustream LIVE番組 「UstToday」ゲスト出演
- 10月20日、東京＜山作戰LIVE＞（原宿JETROBOT）
- 10月28日、東京＜山作戰LIVE＞（Com.Cafe音倉）
- 10月30日、熊本＜つかさの湯 LIVEイベント＞（つかさの湯）
- 10月31日、熊本＜山作戰LIVE＞（BATTLE-STAGE）
- 11月18日、Ustream LIVE番組「Yukkiyのモダンチャンネル」ゲスト出演
- 11月26日、Ustream LIVE番組「ちんさや リターンズ」ゲスト出演（ラジオ放送収録）
- 11月27日、熊本＜Yukkiy、山作戰ライブ - カラフル作戦＞（イタリアンレストラン希乃実）
- 12月3日、Ustream LIVE番組「慶徳ちゃんねる」[注 1] ゲスト出演

### 2011年
- 1月29日、東京＜下北沢 mona records LIVEイベント＞（mona records）
- 2月6日、東京＜日比康造ワンマンライブ＞ O.A.山作戰
- 3月27日、東京＜昼作戦壱！！ぼくなますてー！＞（下北沢TIBET TIBET）
- 4月24日、東京＜昼作戦弐！！ぼくなますてー！＞（下北沢TIBET TIBET）
- 5月22日、東京＜昼作戦参！！ぼくなますてー！＞（下北沢TIBET TIBET）
- 6月26日、東京＜昼作戦四！！ぼくなますてー！＞（下北沢TIBET TIBET）
- 7月8日、Ustream LIVE番組「ちんさや リターンズ」ゲスト出演（ラジオ放送収録）
- 7月9日、福岡＜2011年ツアースタート！なのに残すところあと二公演！？＞（imacoco）
- 7月10日、熊本＜恥ずかしいけれど、帰って参りました 壱＞（Private Lodge）
- 7月16日、東京＜下北沢大学 パフォーマンスリレー＞（ストリートキャンパス）
- 7月24日、東京＜昼作戦五！！ぼくなますてー！＞（下北沢TIBET TIBET）
- 8月5日、東京＜高山真徳生誕前夜ぼくなますて祭「生まれてごめんな祭」＞（下北沢TIBET TIBET）
- 8月20日、東京＜第27回三茶ラテンフェスティバル LIVEイベント＞（ふれあい広場ステージ）
- 8月21日、秋田＜YOKOTE音FESTIVAL LIVEイベント＞（よこてイーストにぎわいひろば）
- 10月9日、静岡＜やらまいかミュージックフェスティバル イン 浜松＞（アルコモール有楽街ステージ）
- 10月9日、静岡＜山作戰のオカポニアオカポン発見！＞（BURGER DIAMOND）
- 10月15日、秋田＜ぼくなまかまくライブ（仮）＞（横手市ふれあいセンターかまくら館）
- 10月16日、秋田＜よこいち。スペシャル寿司ランチ & ライブ＞（よこてイースト）
- 10月30日、熊本＜つかさの湯 LIVEイベント＞（つかさの湯）
- 11月27日、東京＜ハッピーケンキュウ戰！ナマステー（ジ）！ + 懇親会＞（下北沢TIBET TIBET）
- 12月13日、Ustream LIVE 丸亀製麺プレゼンツ 山作戰スペシャルライブ「ぼくかまあげ...いや！かけ！（仮）」

### 2012年
- 3月23日、Ustream LIVE番組「ちんさや リターンズ」ゲスト出演（ラジオ放送収録）
- 5月3日4日5日、神奈川　LIVEイベント（ブリュセレンシス ビアフェスティバル2012）
- 5月28日、東京＜山作戰 生前奏 いままでほんとうにありがとう＞（きゅりあん）
- 7月14日、愛知＜おわりのはじまりLIVE＞（愛知県常滑市 共栄窯）
- 7月15日、大阪＜山作戰LIVE＞（バルマルガリータ）
- 8月19日、秋田＜YOKOTE音FESTIVAL＞（よこてイーストにぎわいひろば）
- 8月26日、東京＜ありがとうチベットチベット公演〜これまでわたしをナマステたのねっ！〜＞（下北沢TIBET TIBET）
- 9月14日、Ustream LIVE番組「イマメカ」ゲスト出演（ラジオ放送収録）
- 9月15日、福岡＜山作戰LIVE 福岡公演＞（オーガニックカフェ Terra 小屋）
- 9月17日、熊本＜山作戰待望のお寺公演〜祚羯至講「そぎゃしこう」〜＞（法泉寺）
- 9月22日、大分＜金の山作戰 LIVE＞（中津江ホール）
- 10月7日、静岡＜静岡公演 犬汁 x 山作戰 居酒屋LIVE!!〜面白きなき夜も白く〜＞（コマトラ2F）
- 10月13日、大阪＜大阪公演 さいしょ x 山作戰 x iPhoneLOVE部だぜ！！大袈裟だぜ！！＞（オリエンタルブッダ）
- 11月17日、秋田＜ウニ作戦！！byすし処さいしょ & 山作戰＞（秘密基地 MIRAI）
- 11月18日、秋田＜山作戰ランチライブ & ustream川井さんトークイベント＞（Y2ぷらざ）
- 11月19日、福島＜山作戰 LIVE＞（新林仮設住宅集会所）

### 2013年
- 1月27日、東京＜ROCK MY SOUL"WEST BIRTHDAY SP"＞（町田WESTVOX）
- 2月23日、東京＜経堂演奏論＞（leaf room）
- 3月27日、東京＜山作戰LIVE＞（下北沢TIBET TIBET）
- 4月13日、仙台＜第一回しんち桜まつり「歩き出そう 桜と共に未来へ！」＞（新地小川）
- 4月20日、静岡＜旧五十嵐邸「山作音楽会」＞（登録有形文化財 旧五十嵐邸）[10][11][12]
- 5月2日、静岡　ライブハウスSunash LIVE（Sunash）
- 5月4日・5日、東京＜チベット・フェスティバル＞ LIVEイベント（護国寺）
- 8月3日、東京＜たかや祭り 一夜目 LIVE＞（きゅりあん）
- 8月18日、秋田＜だれも無口ツアー ひと無口＞（YOKOTE音FESTIVAL）
- 8月23日、札幌　ラジオニセコ NisekoRadio Cafe ゲスト出演
- 8月24日、札幌＜だれも無口ツアー よ無口＞（カフェ自休自足）
- 8月25日、美瑛＜だれも無口ツアー ご無口＞（居酒屋 おれんち）
- 8月27日、旭川＜山作戰 路上ライブ「辻義理」＞（旭川西武イベント広場）
- 10月11日、名古屋＜奇相本能行脚 その壱＞（ポップコーン）
- 10月12日、大阪＜奇相本能行脚 その弐＞（Cafe Bar Jean）
- 10月19日、熊本＜浜田醤油蔵祭りLIVE＞（浜田醤油）
- 10月20日、熊本＜奇相本能行脚 その参＞（浜田醤油）
- 10月25日、Ustream LIVE番組「イマメカ」ゲスト出演（ラジオ放送収録）
- 10月26日、福岡＜奇相本能行脚 その四＞（Cafe and Bar gigi）
- 10月27日、福岡＜奇相本能行脚 その伍＞（MIKAGE1881）
- 11月9日、静岡放送（SBSラジオ）、「愉快!痛快!阿藤快」ゲスト出演
- 11月29日、静岡＜たかや祭り 二夜目 LIVE＞（DEAMS FLEX-MUNCHEN）
- 12月15日、東京＜さいごのさいしょ 平成二十五年ありがとうそしてさよならスペシャル＞（すし処さいしょ）

### 2014年
- 1月5日、熊本＜twitrain 2014 KUMAMOTO＞（熊本市電内LIVE）
- 1月19日、東京＜経堂演奏論　煮＞（leaf room）
- 2月8日、静岡＜みっかびません　はまなこになって探したんですがLIVE＞（浜名湖WHTTS）
- 2月10日、兵庫＜山作戰 & frame LIVE in 宝塚＞（ダイニングバーTesoro）
- 2月11日、名古屋＜山作戰　名古屋公演〜しゃちほこらずになごやかに〜＞（名古屋ユーロコープ東山 with ボレロ名古屋）
- 3月22日、静岡＜FEEVR OF SHIZUOKA 2014 ＞
- 3月29日、東京＜経堂演奏論　参＞（leaf room）
- 4月18日、福岡＜君も好きだったと知ったんだ　そんなのは薬院ってよ！LIVE＞（CAFE SONES）
- 4月19日・20日、熊本＜浜田醤油蔵祭りLIVE＞（浜田醤油）
- 4月29日、東京＜農民カフェ主催 あおぞらライブ＞（教会敷地内）
- 5月3日、静岡＜毎年恒例WATTS周年記念LIVE＞（浜名湖WATTS）
- 7月13日、東京＜経堂演奏論　資＞（leaf room）
- 7月21日、Ustream LIVE番組 「Usttoday」ゲスト出演
- 7月26日、東京＜たかや祭り　参夜目＞（町田WESTVOX）
- 7月30日、秋田 どうらくTV-Z出演
- 8月1日、札幌＜きのこの山、ソシアルの里LIVE＞出演[13]
- 8月3日、美瑛＜おれんちカーニバルLIVE＞出演
- 8月4日、旭川＜上野ファーム園内LIVE＞（上野ファーム）
- 8月5日、札幌　HBCラジオ（北海道放送）山ちゃん美香の朝ドキッ! ゲスト出演
- 8月6日、札幌＜史上最大の作為なき作為行脚LIVE＞（ガチャ）
- 8月8日、秋田＜史上最大の作為なき作為行脚LIVE＞（ビアカフェあくら）
- 8月10日、秋田＜横手音フェスLIVE出演＞（よこてイースト）
- 8月11日、東京＜ぼくなますて（再）農民カフェでディナーショウで千秋楽LIVE＞（農民カフェ学芸大学店）
- 8月17日、静岡＜山作戰の超地元蒲原 静岡凱旋公演＞（岩科）[14]
- 8月21日、大阪＜マルガリータ暑ガリータ山作ウタ＞（マルガリータ野田店）
- 8月23日、兵庫＜twitrain ほうじょう路 2014＞（北条鉄道線車内LIVE）
- 8月24日、兵庫＜山作戰 & frame LIVE in 宝塚＞（ダイニングバーTesoro）
- 8月27日、東京＜ムラタトモヒロ ワンマンライブ ＞O.A.山作戰（代官山NOMAD）
- 9月6日、東京　写真展「熊本から来たひと」＜山作戰投げ銭LIVE＞（Roonee247Photography）
- 9月14日、仙台＜定禅寺ジャズフェスティバル LIVE＞（アジュール仙台）
- 9月27日、静岡＜山作戰-やまさくせん-LIVE＞（skywalker LIVE & Market）
- 9月28日、静岡＜フェスタつばさ LIVE＞（つばさ静岡）[15]
- 10月3日、静岡＜いい音駿河 静お歌ショー＞（Sarry's Cafe）
- 10月5日、静岡＜山作戰LIVE＞（Sarry's Cafe）
- 10月17日、福岡＜マサノリかついだ金太郎 今日もお山で作為の稽古＞（金太郎ギター）
- 10月18日・19日、熊本＜浜田醤油蔵祭りLIVE＞（浜田醤油）[16]
- 10月26日、福岡＜ナンカアイニカエル行脚＞（あおぞらスコーン）
- 11月30日、HAVA Presents 山作戰 Ustream LIVE
- 11月8日、静岡＜山作戰の海作戦LIVE「いさビリ！マルシェ！！」＞
- 12月5日、静岡＜ACOUSTIC FREAKS 3＞（Freskyshow）
- 12月21日、東京＜山作戰忘年会LIVE＞（すし処 さいしょ）

### 2015年
- 1月15日、静岡＜山作戰ライブ いい音駿河 静お歌ショー 弐＞（Sarry's Cafe）
- 2月7日、大阪＜さいしょ x 山作戰 x iPhoneLOVE部 2015年！＞（オリエンタルブッダ）
- 2月14日、東京＜めけソニック＞（町田 WEST VOX）
- 3月14日、静岡＜音病 mu-sick ＞（浜名湖 WATTS）
- 3月19日、静岡＜SBSテレビ（静岡放送）Soleいいね！＞スタジオ・ライブ
- 3月22日、静岡＜SKYWALKER LIVE & MARKET＞（Skywalker bakery&cafe）
- 4月4日、静岡＜細眼流用宗 その市＞（Sarry's Cafe）
- 4月18日、熊本＜浜田醤油蔵祭り山作戰ライブ＞（濱田醤油）
- 4月19日、熊本＜浜田醤油蔵祭り山作戰ライブ＞（濱田醤油）
- 4月20日、鹿児島＜FMぎんが ナチュラリズム番組収録＞ゲスト出演
- 4月21日、鹿児島＜山作戰はよかどーライブ＞（枕崎シェルター）
- 4月25日、福岡＜福岡スパニッシュ野焼き 祝 渡辺通帰還 記念公演＞（スペイン バル カフェ エスペランサ）
- 4月26日、福岡＜北九州 小倉 レコ発 人間カウサ点＞（Cafe Causa）
- 4月29日、大阪＜レコ発って言った野田れだ CDでんがな＞（マルガリータ野田店）
- 5月3日、静岡＜桜えび祭り 山作戰ライブ＞(由比港)[17]
- 5月22日、静岡＜Yurameki 山作戰 + tsubacci LIVE＞（AERA）
- 6月27日、東京＜山作戰　投げ銭ライブ　経堂演奏論　悟＞（leaf room）
- 7月10日、静岡＜そのひぐらしの金字塔をぶち建てろ＞（LIVEHOUSE UHU）
- 7月11日、静岡＜細眼流用宗 その荷＞（Sarry's Cafe）
- 7月19日、静岡＜山作戰 LIVE 真夏の蒲原海岸でうたう！！＞（ビーチフェスタ in かんばら）
- 7月30日、旭川＜さんろく祭り 旭川NANAKAMADO音楽祭＞（3条5丁目特設ステージ）
- 7月31日、札幌＜秋田蝦夷風説考行脚　いやん！はずかしガッチャ！！　山作戰 独演会＞（ガッチャ）
- 8月1日、札幌＜山作戰 ストリートライブ＞（狸小路祭り）
- 8月2日、美瑛＜おれんちカーニバル＞（憩ケ森公園）
- 8月3日、旭川＜山作戰 園内ライブ＞（上野ファーム）
- 8月7日、秋田＜秋田蝦夷風説考行脚　山作戰 投げ銭ライブ＞（ビア・カフェあくら中庭）
- 8月8日、秋田＜横手市 は・は・は祭 出演＞（横手市役所雄物川庁舎前）
- 8月8日、秋田＜秋田蝦夷風説考行脚　山作戰大作戦 ライブ＞（Re:MIX）
- 8月14日、静岡＜mukaeoto 出演＞（AERA）
- 8月22日、静岡＜バンビフェスひまわり祭in蒲原 山作戰ライブ＞（アグリチャレンジパーク蒲原）
- 8月22日、静岡＜かんばらまつり 山作戰ライブ＞（静岡市蒲原市民センター駐車場）
- 9月5日、静岡＜たかや祭静岡　其の荷＞（清水マーカムホール）
- 9月23日、静岡＜山作戰 ライブ＞（ららぽーと磐田）
- 9月26日、東京＜山作戰　投げ銭ライブ　経堂演奏論 禄（終）＞（leafroom）
- 10月3日、静岡＜細眼流用宗 その賛＞（Sarry's Cafe）
- 10月10日、福岡＜ギックリ西日本新帰路く！行脚　山作大學独演説明会　投げ銭ライブ＞（旦過市場　大學堂）
- 10月11日、福岡＜ギックリ西日本新帰路く！行脚　独演の炎　もうココらでよか　市　投げ銭ライブ＞（kokara）
- 10月12日、大分＜ギックリ西日本新帰路く！行脚　金の山作戰　荷　投げ銭ライブ＞（中津江ホール）
- 10月17日、大阪＜ギックリ西日本新帰路く！行脚　風作戰(ふうさくせん)　投げ銭ライブ＞（salon de 風 ）
- 11月7日、東京＜VS or With!?その名も種作戰！？Vol.1 種岡康裕＆山作戰＞(Bar & Music Spot ALT_SPEAKER)
- 11月22日、静岡＜第11回東町秋祭り　山作戰ライブ＞(東部コミュニティセンター)

### 2016年
- 1月1日、静岡＜初日の出　山作戰ライブ＞（蒲原ビーチ）
- 1月7日、静岡＜Soleいいね!コーナーテーマ曲「俺の東海道」初お披露目＞（静岡放送（SBSテレビ））
- 1月24日、静岡＜ストリートバザール　山作戰ライブ＞（鷹匠公園）
- 2月1日、静岡＜暖快・痛快ラジオ放送局　ゲスト出演＞（FM-Hi!）
- 3月18日、札幌＜山作戰ライブ＞（サッポロファクトリー）
- 3月19日、美瑛＜山作戰 ライブ よそんちカーニバル＞（バルカフェYELL）
- 3月20日、札幌＜いやん！はずかしガッチャ！！　山作戰 独演会 其の荷＞（ガッチャ）
- 3月21日、札幌＜山ちゃん美香の朝ドキッ! ゲスト出演＞（HBCラジオ）
- 3月25日、静岡＜トワイライト・ナビ ゲスト出演＞（FMしみず・マリンパル）
- 3月29日、静岡＜サジットカレー＆山作戰 魂の唄 5時間ぶっ続けin Botanica＞（Botanica）
- 4月2日、静岡＜ノーザンスター&山作戰共同ライブ ノー山スター＞（Sarry's Cafe）
- 4月3日、静岡＜御殿山桜まつり　山作戰ライブ＞（八阪神社境内）
- 4月9日、東京＜VS or With!?その名も種作戰！？Vol.2 種岡康裕＆山作戰＞（Bar & Music Spot ALT_SPEAKER）
- 4月23日、静岡＜やるばい熊本！山作戰・茶リティーコンサート＞（青葉シンボルロード）[18]
- 4月24日、静岡＜やるばい熊本！山作戰・茶リティーコンサート＞（青葉シンボルロード）
- 4月25日、静岡＜ゆうラジ!Radio魂　ゲスト出演＞（FM-Hi!）
- 4月30日、静岡＜天空のマルシェ　山作戰ライブ＞（静岡駅ビル パルシェ屋上）
- 5月3日、静岡＜桜えび祭り　山作戰ライブ＞（由比新漁港ステージ）
- 5月3日、静岡＜PRAY FOR WATTS 2016 出演＞（浜名湖WATTS）
- 5月7日、静岡＜岡ちゃん・乃里子のこれ知り! ゲスト出演＞（静岡放送 SBSラジオ）
- 5月9日、静岡＜ゆうラジ!Radio魂　ゲスト出演＞（FM-Hi!）
- 5月10日、静岡＜トワイライトビーチ　ゲスト出演＞（COAST-FM）
- 5月11日、静岡＜g-sky☆イブニングJAM!　ゲスト出演＞（FM島田）
- 5月12日、静岡＜Fujiyama sunset　ゲスト出演＞（富士山GOGOエフエム）
- 5月13日、静岡＜Music Rainbow ☆　ゲスト出演＞（エフエム熱海湯河原 FM Ciao!）
- 5月15日、東京＜みどりとふれあうフェスティバル　山作戰ライブ＞（日比谷公園）
- 5月21日、静岡＜おいおい　でくるしこ　熊作戰　慈善興行＞（ジャパニーズモンスターズ）
- 6月4日、東京＜ガチャピン・ムック☓熊本出身アーティスト・山作戰特別ステージ＞（代々木公園）
- 7月10日、熊本＜山作戰の熊作戰　熊本でうたうばい＞（カフェビストロ珈琲市場）
- 7月11日、熊本＜奥田圭のさんさんラジオ　ゲスト出演＞（RKK熊本放送）
- 7月18日、静岡＜ダイヤモンド・プリンセス号出航イベント＞（清水港日の出桟橋）
- 8月6日、静岡＜山作戰　髙山 44回目生誕記念　四あわせ四あわせ公演＞（Sarry's Cafe）
- 8月13日、静岡＜山作戰 with楽団　夜店市ライブ＞（すみやステージ）
- 8月15日、静岡＜ゆうラジ!＠Radio魂　ゲスト出演＞(FM-Hi!)
- 8月16日、静岡＜トワイライトビーチ　ゲスト出演＞（COAST-FM）
- 8月17日、静岡＜P'sアーティスト・プロモーション　ゲスト出演＞（FM島田）
- 8月18日、静岡＜Fujiyama sunset　GOGOミュージック　ゲスト出演＞（富士山GOGOエフエム）
- 8月19日、静岡＜Music Rainbow ☆　ゲスト出演＞（エフエム熱海湯河原 FM Ciao!）
- 8月27日、静岡＜玉城ちはるの愛されたいの ゲスト出演＞（静岡放送 SBSラジオ）
- 9月2日、東京＜町田 oasis LIVE 2016＞（町田 OASIS）
- 9月3日、静岡＜満開ラジオ「樹根浪漫」　ゲスト出演＞（静岡放送 SBSラジオ）
- 9月3日、静岡＜玉城ちはるの愛されたいの ゲスト出演＞（静岡放送 SBSラジオ）
- 9月11日、静岡＜どい〜らシズ☆ラブ 山作戰ライブ＞（エコパアリーナ）
- 9月22日、静岡＜もちむねみなと元気マルシェ 山作戰ライブ＞（用宗漁港西岸壁）
- 10月4日、静岡＜みんなで楽しむ☆『サジットカレー & 山作戰 魂の歌』4時間ぶっ続け in 納得＞（納得住宅工房 静岡店）
- 10月16日、静岡＜独立宣言LIVE in 大社の杜＞（大社の杜みしま）
- 10月21日、静岡＜シズオカストライク！山作戰ライブ＞（LIVEHOUSE UHU）
- 10月28日、神戸＜北九フェリー内 山作戰ライブ＞（5Fロビーステージ）
- 10月29日、福岡＜門司港グランマーケット2016秋 山作戰ライブ＞（門司港）
- 10月29日、福岡＜山作戰北九州ライブ 〜人間かうさ点 荷〜＞（Cafe Causa）
- 10月30日、福岡＜門司港グランマーケット2016秋 山作戰ライブ＞（門司港）
- 10月30日、福岡＜山作戰北九州ライブ 〜中洲カサデギターラ〜＞（カサデギターラ）
- 10月31日、福岡＜英太郎のかたらんね ゲスト出演＞（TKU）
- 11月3日、熊本＜山作戰 in 珈琲市場＞（カフェビストロ珈琲市場）
- 11月13日、静岡＜サイクルフェスin三保　山作戰ライブ＞（三保ハーバルキャンプ場）
- 11月19日、静岡＜細眼流用宗 うたうひと　山作戰ライブ in サリーズカフェ＞（Sarry's Cafe）
- 11月25日、静岡＜みんなで楽しむ☆Tembooo会 x 山作戰ライブ＞（レストランTembooo）
- 12月23日、東京＜熊本弁ネイティブの会忘年会 山作戰ライブ＞（ 熊本居酒屋 新市街）
- 12月24日、東京＜山作戰の平成28年多分最終公演 山作戰ライブ＞（CLUB XIPHIAS）

### 2017年
- 1月15日、静岡＜山作戰の山バー 市月のぶん＞（金座ボタニカ）
- 2月8日、熊本＜奥田圭のさんさんラジオ　ゲスト出演＞（RKK熊本放送）
- 2月12日、熊本＜山作戰ひとりのディナーショウ＞（グリーンピア南阿蘇）
- 2月13日、熊本＜中沢けんじとすみママの想い出がいっぱい　ゲスト出演＞（RKK熊本放送）
- 2月15日、静岡＜山作戰の山バー 荷月のぶん＞（金座ボタニカ）
- 2月26日、静岡＜細眼流用宗　かたるひと　山作戰ライブ＞（Sarry's Cafe）
- 3月9日、静岡＜みんなで楽しむ☆「まぐろの会」 山作戰ライブ＞（納得住宅工房 静岡ギャラリー）
- 3月11日、静岡＜防災フェスタ 語り「ふるさとが被災地になるということ」＞（清水駅みなと口）
- 3月11日、静岡＜防災フェスタ 山作戰バンドライブ＞（清水駅みなと口）
- 3月15日、静岡＜山作戰の山バー 参月のぶん＞（金座ボタニカ）
- 3月19日、静岡＜かんばライブ 其の荷＞（岩科酒店）
- 3月20日、静岡＜山作戰Live・走るひとしずまえLive開催＞（由比漁港）
- 4月9日、静岡＜蒲原御殿山さくらまつり 山作戰ライブ＞（八坂神社境内）
- 4月10日、静岡＜モーニングパル ゲスト出演＞（FMしみず・マリンパル）
- 4月15日、静岡＜山作戰の山バー 資月のぶん＞（金座ボタニカ）
- 4月22日、東京＜山作戰 蓮音まゆ 2マンライブ＞（Leafroom）
- 5月3日、静岡＜桜えび祭り　山作戰ライブ＞（由比新漁港ステージ）
- 5月4日、静岡＜藤まつり　山作戰ライブ＞（蓮華寺 野外音楽堂）
- 5月5日、静岡＜客船飛鳥II出航セレモニー　山作戰ライブ＞（清水港）
- 5月13日、東京＜みどりとふれあうフェスティバル　山作戰ライブ＞（日比谷公園 ブースD-1）
- 5月15日、静岡＜山作戰の山バー 伍月のぶん＞（金座ボタニカ）
- 5月19日、静岡＜みんなで楽しむ☆Tembooo会 x 山作戰ライブ ３時間半拡大判＞（レストランTembooo）
- 5月21日、東京＜Around the NIPPON in a Day 出演＞（Live Music Cafe 町田 WEST VOX）
- 5月27日、静岡＜細眼流用宗 禄　素敵なあなたはわたし＞（Sarry's Cafe）
- 5月28日、静岡＜Aioi Originated Culture vol.1　出演＞（かふぇ　あいおい）
- 6月9日、静岡＜静岡UHUライブ　出演＞（LIVEHOUSE UHU）
- 6月12日、東京＜UstToday公開ライブ　出演＞（Live Music Cafe 町田 WEST VOX）
- 6月15日、静岡＜山作戰の山バー 禄月のぶん＞（金座ボタニカ）
- 6月26日、東京＜町田 WEST VOX Final Live 3Days #1　出演＞（Live Music Cafe 町田 WEST VOX）
- 7月2日、静岡＜山作柄　荷　披露ライブ【作柄報告会】＞（ジャパニーズモンスターズ）
- 7月7日、大阪＜Clover de Live #2　出演＞（難波 Bar Clover）
- 7月8日、兵庫＜極太喰礼７周年記念イベント！　山作戰LIVE＞（極太喰礼）
- 7月22日、福岡＜作柄報告会in福岡　山作戰LIVE＞（カサ・デ・ギターラ）
- 7月23日、福岡＜作柄報告会in北九州小倉　山作戰LIVE＞（スタヂオタンガ）
- 7月30日、熊本＜作柄回復報告会　山作戰LIVE＞（カフェビストロ珈琲市場）
- 8月6日、東京＜山作戰ライブ高山真徳生誕猛省始終誤＞（leefroom）
- 8月10日、横浜＜MusicCircle出演＞（横浜o-Site）
- 8月11日、静岡＜夜店市　山作戰ライブ＞（呉服町夜店市）
- 8月15日、静岡＜山作戰の山バー 鉢月のぶん＞（金座ボタニカ）
- 8月20日、静岡＜はままつ街中アコースティックフリーライブvol.3　出演＞（浜松駅バスターミナル）
- 8月27日、静岡＜山作酒場〜ひととき開業　出演＞（ジャパニーズモンスターズ）
- 9月2日、静岡＜LateSummerParty@セント・ヴァレンタインファーム　山作戰スペシャルライブ＞（セント・ヴァレンタインファーム）
- 9月15日、静岡＜山作戰の山バー 久月のぶん＞（金座ボタニカ）
- 9月30日、静岡＜富士比奈「姫名の郷まつり　山作戰ライブ」＞（富士市竹採公園）
- 10月1日、静岡＜第36回庵原マルシェ＠清水中央青果市場　山作戰ライブ＞(清水中央青果市場)
- 10月7日、静岡＜第１回福応寺お月見音楽会　山作戰ライブ＞（福応寺本堂）
- 10月8日、静岡＜旬菜酒房ひよし☓山作戰　投げ銭ライブ＞（旬菜酒房ひよし）
- 10月15日、静岡＜山作戰の山バー　柔月のぶん＞(金座ボタニカ)
- 10月22日、兵庫＜やまさくせん宝塚ごんたくせん！＞（宝塚Baum auf）
- 11月10日、静岡＜山作戰×atomicfarm×加藤格☆ジャパモン秋の特別企画☆＞（ジャパニーズ モンスターズ）
- 11月12日、東京＜東京豪徳寺「入場料あなた決めて公演」山作戰Leafroom＞（豪徳寺Leafroom）
- 11月13日、静岡＜静岡UHUライブ「かくれみののきせつ」＞（LIVEHOUSE UHU）
- 11月15日、静岡＜山作戰の山バー　柔市月のぶん＞（金座ボタニカ）
- 11月18日、静岡＜蓮華寺池公園イルミネーション点灯式 山作戰ライブ＞（藤枝蓮華寺池公園）
- 11月24日、静岡＜みんなで楽しむ☆「第7回Tembooo会×山作戰ライブショー」ファイナル＞（レストランTembooo）
- 11月30日、静岡＜路上ライブ「辻義理」＞（静岡駅地下）
- 12月9日、静岡＜路上ライブ「辻義理」＞（静岡駅地下）
- 12月15日、静岡＜山作戰の山バー　柔荷月のぶん＞（金座ボタニカ）
- 12月16日、静岡＜路上ライブ「辻義理」＞（静岡駅地下）
- 12月22日、静岡＜山作戰　プレミアムコンサート＞（静岡駅ビルパルシェ5F）
- 12月23日、静岡＜駅前クリスマスライブ in 千頭　出演＞（千頭駅前広場）
- 12月23日、静岡＜路上ライブ「辻義理」＞（静岡駅地下）
- 12月24日、静岡＜藤枝市場11周年記念！！ クリスマスパーティー　山作戰ライブ＞（おもひで横丁 藤枝市場）
- 12月30日、静岡＜路上ライブ「辻義理」＞（静岡駅地下）

### 2018年
- 1月6日、兵庫＜極太喰礼店頭ライブ＞（清荒神駅前）
- 1月13日、静岡＜路上ライブ「辻義理」＞（静岡駅地下）
- 1月15日、静岡＜山作戰の山バー 市月のぶん＞（金座ボタニカ）
- 1月17日、神奈川＜山作戰ライブ＞（サンダースネイク厚木）
- 1月20日、静岡＜ふじのくにキャンピングカーショー　山作戰ライブ＞（ふじさんめっせ）
- 1月20日、静岡＜路上ライブ「辻義理」＞（静岡駅地下）
- 1月21日、静岡＜ふじのくにキャンピングカーショー　山作戰ライブ＞（ふじさんめっせ）
- 1月26日、静岡＜豪華客船セレモニー演奏 山作戰ライブ＞（清水港）
- 1月27日、静岡＜ヤマサク 新春セッタンタまつりinラトリエVivace＞（L’atelier de Vivace）
- 2月3日、静岡＜路上ライブ「辻義理」＞（静岡駅地下）
- 2月10日、静岡＜路上ライブ「辻義理」＞（静岡駅地下）
- 2月15日、静岡＜山作戰の山バー 荷月のぶん＞（金座ボタニカ）
- 2月17日、静岡＜路上ライブ「辻義理」＞（静岡駅地下）
- 2月17日、静岡＜投げ銭ライブ＞（ASAHI coffee&public）
- 2月1８日、静岡＜もう一つの高校選手権 山作戰ライブ＞（フジエダ☆マーケット）
- 2月24日、静岡＜路上ライブ「辻義理」＞（静岡駅地下）
- 2月26日、静岡＜ゆうラジ!＠Radio魂　ゲスト出演＞(FM-Hi!)
- 2月27日、静岡＜トワイライトビーチ　ゲスト出演＞（COAST-FM）
- 2月27日、静岡＜沼津ライブ　「憂鬱バスターズ！」出演＞（沼津Quars）
- 2月28日、静岡＜g-sky☆イブニングJAM!　ゲスト出演＞（FM島田）
- 3月3日、静岡＜路上ライブ「辻義理」＞（静岡駅地下）
- 3月4日、静岡＜静岡マラソン2018　25Km地点ステージ　山作戰ライブ＞（下島給水所）
- 3月4日、静岡＜静岡マラソン2018フィニッシュステージ　山作戰ライブ＞（清水駅ゴール会場）
- 3月9日、静岡＜ヤマサク春のセンまつり＞（静岡県コンベンションアーツセンター[静岡グランシップ]）
- 3月10日、静岡＜路上ライブ「辻義理」＞（静岡駅地下）
- 3月11日、静岡＜防災フェスタinしみず キャンドルナイト 山作戰ライブ＞（清水駅）
- 3月15日、静岡＜山作戰の山バー 参月のぶん＞（金座ボタニカ）
- 3月17日、静岡＜Hamana Festival in WATTS Vol.63 出演＞（浜名湖WATTS）
- 3月24日、静岡＜路上ライブ「辻義理」＞（静岡駅地下）
- 3月24日、静岡＜センまつり感謝祭＞（Gaest.）
- 3月31日、静岡＜路上ライブ「辻義理」＞（静岡駅地下）
- 4月7日、静岡＜路上ライブ「辻義理」＞（静岡駅地下）
- 4月8日、静岡＜お寺でお花見コンサート＞（浜松市十輪寺）
- 4月14日、静岡＜路上ライブ「辻義理」＞（静岡駅地下）
- 4月15日、静岡＜山作戰の山バー 資月のぶん＞（金座ボタニカ）
- 4月21日、静岡＜細眼流用宗 凱旋＞（Sarry's Cafe）
- 4月28日、静岡＜路上ライブ「辻義理」＞（静岡駅地下）
- 5月5日、静岡＜路上ライブ「辻義理」＞（静岡駅地下）
- 5月6日、静岡＜用宗港チャリティーRun&Walk（+山作戰ライブ）＞（広野海岸公園）
- 5月12日、東京＜みどりとふれあうフェスティバル復興支援　山作戰ライブ＞（日比谷公園）
- 5月13日、東京＜みどりとふれあうフェスティバル復興支援　山作戰ライブ＞（日比谷公園）
- 5月15日、静岡＜山作戰の山バー 伍月のぶん＞（金座ボタニカ）
- 5月18日、静岡＜ZilL倶楽部VOL.93　出演＞（LIVEHOUSE UHU）
- 5月19日、静岡＜黒船祭路上ライブ＞（下田市北川前・会議所前）
- 5月26日、静岡＜路上ライブ「辻義理」＞（静岡駅地下）
- 5月27日、静岡＜「山作戰　対」amber lumber／moire／おかしそうズ／山作戰＞（LIVEHOUSE UHU）
- 6月2日、静岡＜路上ライブ「辻義理」＞（静岡駅地下）
- 6月9日、静岡＜路上ライブ「辻義理」＞（静岡駅地下）
- 6月15日、静岡＜山作戰の山バー 禄月のぶん＞（金座ボタニカ）
- 6月29日、静岡＜みんなで楽しむ会☆＞（納得住宅工房）
- 6月30日、静岡＜路上ライブ「辻義理」＞（静岡駅地下）
- 6月30日、静岡＜MotoStudio live32＞（MotoStudio）
- 7月7日、静岡＜路上ライブ「辻義理」＞（静岡駅地下）
- 7月8日、静岡＜沼津ライブ「SING MY WORD」出演＞（Quars）
- 7月13日、福岡＜山作戰　福岡ライブ＞（カサデギターラ）
- 7月22日、熊本＜山作戰　熊本ライブ＞（珈琲市場）
- 7月29日、静岡＜藤枝オーレ　すみや2周年記念ライブ＞（藤枝オーレ）
- 7月30日、静岡＜トワイライト・カフェ ゲスト出演＞（FMしみず・マリンパル）
- 8月4日、静岡＜山作戰誕生日祭46＞（LIVE ROXY SIZUOKA）
- 8月10日、静岡＜夜店市 山作戰ライブ＞（蔦屋書店前ステージ）
- 8月11日、静岡＜はとり夏祭りナイト 山作戰ライブ＞（羽鳥中央広場）
- 8月15日、静岡＜山作戰の山バー　鉢月のぶん＞（金座ボタニカ）
- 8月16日、静岡＜ダイヤモンド・プリンセス号の出港セレモニー＞（清水港）
- 8月18日、東京＜かなもとたいせい写真展「熊本から来たひと3」投げ銭ライブ＞（Roonee247）
- 8月19日、静岡＜かくれみのきせつ〜なつ〜　出演＞（静岡UHU）
- 8月23日、静岡＜みんなで楽しむ☆「幸せのマグロ料理」＞（呉服町Gaest）
- 8月25日、静岡＜路上ライブ「辻義理」＞（静岡駅地下）
- 9月22日、静岡＜路上ライブ「辻義理」＞（静岡駅地下）
- 9月29日、秋田＜山作戰ライブ(仮)＞（大館市 御成座）
- 10月1日、札幌＜山作戰 vs hopesign＞（BAR FIVE STAR）
- 10月2日、札幌＜インターネットライブ「Step!Next」ゲスト出演＞（株式会社アビリング）
- 10月4日、札幌＜サッポロファクトリーウィークデーライブ　山作戰ライブ＞（サッポロファクトリー アトリウム）
- 10月5日、美瑛＜山作戰投げ銭ライブ＞（無国籍BAR YELL）
- 10月7日、札幌＜北海道狸小路ライブ＞（ガッチャ）
- 10月9日、札幌＜HBCラジオ「気分上昇ワイド ナルミッツ!!!」ゲスト出演＞（HBCラジオ）
- 10月14日、静岡＜第2回福応寺お月見音楽会　山作戰ライブ＞（福応寺本堂）
- 10月15日、静岡＜山作戰の山バー　拾月のぶん＞（金座ボタニカ）
- 10月20日、埼玉＜山作戰ロビーコンサート＞（ニューサンピア埼玉おごせ）
- 10月21日、静岡＜山作戰対二＞（JapaneseMonsters）
- 10月27日、東京＜山作戰Leafroomライブ＞（豪徳寺Leafroom）
- 10月28日、静岡＜蒲原地区青少年育成推進大会＞（蒲原生涯学習交流館）
- 10月28日、静岡＜Olive　熱い男のツーマンライブ＞（Whisky Beer&Wine Olive）
- 10月31日、静岡＜静岡スタイル、12年ありがとうございました　出演＞（LIVE ROXY Sizuoka）
- 11月2日、福岡＜福岡投げ銭ライブ＞（カサデギターラ）
- 11月4日、熊本＜栖本かっぱ祭り山作戰ライブ＞（栖本総合グラウンド駐車場）
- 11月9日、熊本＜奥田圭のさんさんラジオ　ゲスト出演＞（RKKラジオ熊本放送）
- 11月11日、熊本＜進藤久明ライブ　ゲスト出演＞（レストラン&bar Zi）
- 11月15日、静岡＜山作戰の山バー　拾壱月のぶん＞（金座ボタニカ）
- 11月16日、静岡＜KENJIN presents.“弾き語りの宴 in 静岡 2018”Vol.6＞（静岡Sunash）
- 11月17日、静岡＜路上ライブ　辻義理＞（静岡駅地下）
- 11月27日、東京＜天窓presents ポケットの中で奏でる8ビート 出演＞（四谷天窓）
- 12月1日、静岡＜路上ライブ「辻義理＞（静岡駅地下）
- 12月1日、東京＜クリスマス☆オトナディスコ feat.kana∞＞（人形町やどりぎ座）
- 12月2日、静岡＜庵原マルシェ＞（株式会社清水中央青果）
- 12月8日、静岡＜やさしく楽しむロック　講師＞（清水区蒲原生涯学習交流館ホール）
- 12月8日、静岡＜路上ライブ「辻義理＞（静岡駅地下）
- 12月9日、静岡＜西に虹をかけよう！in志太地区＞（大衆食堂酒場とらや本店）
- 12月15日、静岡＜山作戰の山バー　拾荷月のぶん＞（金座ボタニカ）
- 12月21日、静岡＜豪華客船　飛鳥Ⅱ　お見送りセレモニー＞（清水港）
- 12月21日、静岡＜山作戰ライブ　ロビーコンサート～耳も目も胸も満ちるひととき～＞（静岡県立総合病院ロビー）
- 12月22日、静岡＜路上ライブ「辻義理＞（葵タワー地下）
- 12月28日、静岡＜せわしないしわすにいやしコンサート～可憐隊～＞（札の辻クロスホール）

### 2019年
- 1月1日、静岡＜初日の出プロジェクト　山作戰ライブ＞（蒲原海岸）
- 1月12日、静岡＜路上ライブ　辻義理＞（静岡駅地下）
- 1月15日、静岡＜山作戰の山場　壱月のぶん＞（金座ボタニカ）
- 1月19日、静岡＜路上ライブ　辻義理＞（葵タワー地下）
- 1月19日、静岡＜Hitomi presents”うた歌いの夜にVol.18 アコースティックライブ＞（海山幸）
- 2月2日、静岡＜路上ライブ　辻義理＞（静岡駅地下）
- 2月2日、静岡＜巴ノヒカリ バレンタイン イベント 山作戰ライブ＞（巴町公園）
- 2月6日、東京＜天窓presents 今生でやりきるな＞（四谷天窓）
- 2月11日、静岡＜Music Carnival 出演＞（体験工房 駿府匠宿）
- 2月15日、静岡＜山作戰の山場　荷月のぶん＞（金座ボタニカ）
- 2月16日、静岡＜路上ライブ　辻義理＞（静岡駅地下）
- 2月22日、静岡＜Hotひといきコンサート〜魂を揺さぶる音楽〜＞（静岡市役所静岡庁舎新館1階ラウンジ）[19]
- 2月23日、静岡＜Lake Hamana Festival in WATTS Vol.74 チグリス企画＞（浜名湖 WATTS）
- 2月24日、静岡＜静岡マラソン会場演奏＞（25キロ地点下島第9給水所ステージ・ゴール清水駅ステージ）
- 2月26日、静岡＜FMぬまづ　パレットタウン出演＞（COAST-FM）
- 3月2日、静岡＜～Night at the Yadorigi～＞（人宿町やどりぎ座）
- 3月9日、静岡＜静岡おでん祭り　山作戰ライブ＞（青葉シンボルロード）
- 3月9日、静岡＜路上ライブ　辻義理＞（青葉シンボルロード）
- 3月13日、静岡＜K-mix お昼間協同組合　出演＞（K-mix）
- 3月15日、静岡＜山作戰の山場　参月のぶん＞（金座ボタニカ）
- 3月16日、静岡＜路上ライブ　辻義理＞（静岡駅地下）
- 3月16日、静岡＜おまちバル応援企画☆ヤマサクながしdeハシゴ歌作戰＞（静岡市中心市街地飲食店街　通称おまち）
- 3月23日、静岡＜おまちがスタジオ！SBS春まつり　山作戰ライブ＞（葵スクエア）
- 3月25日、静岡＜ゆうラジ　スナらじ　ゲスト出演＞（FM-Hi!）
- 3月25日、静岡＜ネット配信番組やいづTV　すぎやま先生のつながるライフワークTV ゲスト出演＞（パソコン教室HAVAKIT内）
- 3月26日、静岡＜トワイライトビーチ　ゲスト出演＞（COAST-FM）
- 3月27日、静岡＜g-skyイブニングJAM ゲスト出演＞（FM島田）
- 3月28日、静岡＜Fujiyama Sunset　ゲスト出演＞（富士山GOGOエフエム）
- 3月29日、静岡＜Music Rainbow ☆　ゲスト出演＞（エフエム熱海湯河原 Ciao!）
- 3月29日、静岡＜投げ銭ライブ＞（bloom by 3rdplace）
- 3月31日、静岡＜お寺でお花見コンサート＞（浜松十輪寺）
- 4月15日、静岡＜山作戰の山場　四月のぶん＞（金座ボタニカ）
- 4月27日、静岡＜ヤマサク春のセンまつり2019＞（静岡県コンベンションアーツセンター静岡グランシップ）
- 5月4日、静岡＜山作戰ライブ＞（駿府匠宿）
- 5月11日、東京＜森と緑のフェスティバル＞（日比谷公園）
- 5月12日、静岡＜用宗港チャリティーRun&Walk（＋山作戰ライブ）＞（広野海岸公園）
- 5月15日、静岡＜山作戰の山場　五月のぶん＞（金座ボタニカ）
- 5月23日、東京＜.switch presents 「シジュウカラのしらせ」＞（恵比寿天窓.switch）
- 5月24日、東京＜カミオカンデスミ企画　新元号最初で今世紀最高の弾き語りロックライブ＞（Leaf room豪徳寺）
- 5月25日、静岡＜静岡おまちバル企画「はしご酒」＞（静岡市中心市街地飲食店街　通称おまち）
- 6月1日、静岡＜流し＞（清水みなとまちバル）
- 6月8日、東京＜山作戰 Leafroom ライブ＞（Leaf room豪徳寺）
- 6月15日、静岡＜山作戰の山場　六月のぶん＞（金座ボタニカ）
- 6月21日、静岡＜アコースティックライブ　はこゆめ〜水無月の回＞（浜松珈楽庵）
- 6月22日、静岡＜路上ライブ　辻義理＞（静岡駅地下）
- 7月9日、静岡＜旅人と街人 Vol.2＞（沼津Quars）
- 7月12日、東京＜ライブ 袖擦りあうも何かの縁ですから…＞（四谷天窓）
- 7月15日、静岡＜山作戰の山場　七月のぶん＞（金座ボタニカ）
- 7月24日、静岡＜ミニ講座「こかげのまなびば」＞（静岡県コンベンションアーツセンター（グランシップ）1階 ふじのくに文化情報センター）
- 8月1日、静岡＜山作戰誕生日ライブ「山作戰おぎゃー祭」＞（Sarry's Cafe）
- 8月4日、静岡＜清水みなと祭り＞（マリンパークキッチンカー）
- 8月10日、静岡＜夜店市ステージ＞（呉服町タワー前のステージ(TSUTAYAの前)）
- 8月17日、静岡＜センまつりの感謝を込めて、ドキドキ限定ライブ＞（清水市 ミルクホール）
- 8月27日、東京＜.comfort presents * candle time comfort *＞（四谷天窓.comfort）
- 8月30日、静岡＜まちかどコンサート＞（静岡駅北口地下広場）
- 9月8日、静岡＜神戸奏汰のBEAT VOX-vol,17-＞（静岡UHU）
- 9月15日、静岡＜山作戰の山場　九月のぶん＞（金座ボタニカ）
- 9月17日、東京＜switch presents.「逝くその瞬間まで」＞（恵比寿天窓.switch）
- 9月22日、静岡＜県立総合病院プレゼンツ「山作戰リレーフォーライブ」＞（静岡県立大学 芝生公園 草薙キャンパス）
- 9月23日、静岡＜人間交差点 スギタヒロキ　対バンライブ＞（静岡UHU）
- 10月5日、静岡＜CampJapan＞（富士スピードウェイ WEC会場 & CAMPJAPAN会場）
- 10月6日、静岡＜第3回福応寺お月見音楽会　山作戰ライブ＞（福応寺本堂）
- 10月15日、静岡＜山作戰の山場　十月のぶん＞（金座ボタニカ）
- 10月16日、静岡＜飛鳥IIお見送りレセプション＞（清水港）
- 10月18日、静岡＜第19回駿府地酒まつり ＞（駿府匠宿　特設会場）
- 10月21日、静岡＜トワイライト・カフェ　ゲスト出演＞（FMしみず・マリンパル）
- 10月22日、静岡＜紺屋行動Connect＞（DINING BAR Connect）
- 10月26日、静岡＜しずまえ 山作戰ライブ＞（青葉公園）
- 10月26日、静岡＜人宿町人情まつり 山作戰ライブ＞（人宿町2丁目）
- 10月28日、東京＜天窓presents 名前のない今日になにか名前をつけるのなら＞（四谷天窓）
- 11月15日、静岡＜山作戰の山場　11月の分＞（金座ボタニカ）
- 11月16日、静岡＜地球愛まつり 山作戰ライブ＞（駿府匠宿）
- 11月24日、東京＜KAKU presents《山作戰✕聞間拓2マンライブ〜静岡の両雄、豪徳寺で交差》＞（leafroom豪徳寺）
- 11月29日、千葉＜『別寸』 対バンライブ＞（柏 Dome Kashiwa）
- 12月1日、静岡＜Wainting at the K.FES＞（蒲原bloom by 3rdplace）
- 12月7日、静岡＜team Mo.Coプロデュース　即興演劇会議室「箱買いっ!! vol.4」ーGuys & Menー＞（静岡市文化・クリエイティブ産業振興センター(CCC) 2F多目的ルーム）
- 12月11日、東京＜この世界のGIFTとして生まれたモノ vol.5＞（四谷天窓.comfort）
- 12月15日、静岡＜山作戰の山場　12月の分＞（金座ボタニカ）
- 12月28日、静岡＜ノグチサトシpre.ウェルカム沼津！～静岡ゆかりの猛者ども編～＞（沼津POCO）

### 2020年
- 1月1日、静岡＜初日の出プロジェクト　山作戰ライブ＞（蒲原海岸）
- 1月15日、静岡＜山場＞（金座ボタニカ）
- 1月25日、静岡＜路上ライブ「辻義理」＞（（静岡駅北口地下））
- 2月1日、静岡＜路上ライブ「辻義理」＞（（静岡駅北口地下））
- 2月8日、静岡＜路上ライブ「辻義理」＞（（静岡駅北口地下））
- 2月15日、静岡＜山場＞（金座ボタニカ）
- 2月27日、静岡＜山作戰ライブ「細眼流用宗　木曜日にあえますね」＞（サリーズカフェ）
- 3月22日、東京＜KAKUpresents「幸せをあなたに」＞（Leafroom豪徳寺）
- 3月29日、静岡＜十輪寺コンサート＞（十輪寺）
- 5月18日、静岡＜FMマリンパル ゲスト出演＞（FMしみず・マリンパル）
- 6月16日、静岡＜トコチャンワイド ゲスト出演＞（株式会社TOKAIケーブルネットワーク）
- 7月23日、静岡＜ヤマサク夏のセンまつり＞（静岡市民文化会館中ホール）
- 7月25日、静岡＜Gotoふるさとキャンペーン 山作戰スペシャルLIVE＞（ふるさと）
- 9月26日、静岡＜やどりぎ座の夜 第二夜 出演＞（人宿町やどりぎ座）
- 11月1日、静岡＜しぞ〜か★だいど〜げいパフォーマンスTV&LIVE＞（LIVE ROXY SHIZUOKA）
- 11月28日、静岡＜ドライブインライブ＞（舘山寺・浜名湖パルパル駐車場）
- 12月6日、静岡＜そとぼりっ！　出演＞（人宿町やどりぎ座）
- 12月20日、静岡＜じんむ市 山作戰 LIVE＞（焼津市 神武通り中央特設会場）

### 2021年
- 1月15日、静岡＜山場＞（金座ボタニカ）
- 2月18日、静岡＜R(eal) - 指定＞（人宿町やどりぎ座）
- 2月27日、静岡＜山作戰ライブ＞（駿河区池田　グリーンハウス）
- 2月28日、静岡＜Youtube特別ライブ「生まれるはずのなかったうたのために」＞（山作戰公式 Youtubeチャンネル）
- 3月15日、静岡＜3月山場 ＞（金座ボタニカ）
- 4月3日、静岡＜山作戰スペシャルライブ「厄落とし辻義理」＞（駿府城公園静岡まつりステージ）
- 4月4日、静岡＜お寺でお花見コンサート＞（浜松市 十輪寺）
- 4月11日、静岡＜山作戰ライブ＞（じんむ市）
- 4月15日、静岡＜「山場ボタニカで最後の夜スペシャル」ライブ＞（金座ボタニカ）
- 4月21日、静岡＜弾きたがりJAPAN TOUR 2021 出演＞（沼津Quars）
- 5月3日、静岡＜SHZUOKA PICNIC GARDEN　出演＞（駿府城公園内　ナイトシネマエリア会場）
- 5月4日、静岡＜音楽&大道芸ステージ　出演＞（リバティーリゾート久能山 特設ステージ）
- 5月22日、静岡＜Call My Name Vol.3 出演＞（Freaky Show）
- 6月13日、静岡＜じんむ市　山作戰LIVE＞（焼津市神武通り　中央特設会場）
- 6月19日、静岡＜路上ライブ「辻義理＞（静岡駅北口地下）
- 6月30日、静岡＜路上ライブ「辻義理＞（静岡駅北口地下）
- 7月24日、静岡＜路上ライブ「辻義理＞（静岡駅北口地下広場）
- 7月24日、静岡＜神武通り商店街夜店市　山作戰ライブ＞（焼津市本町神武通り内）
- 8月4日、静岡＜旅人と街人 Vol.10 出演＞（御殿場RINCOLD）
- 10月23日、静岡＜シズオカ✕カンヌウィーク＞（村上開明堂ビル前）
- 11月6日、静岡＜シズオカ✕カンヌウィーク＞（清水マリンパークステージ）
- 11月13日、静岡＜team Mo.Co.プロデュース“3meets演劇シリーズ”『赤い部屋の話』2021　出演＞（レストラン フランセ）
- 11月14日、東京＜絶望の砂に咲く花ツアー＞（高円寺AMP CAFE）
- 11月18日、静岡＜新酒んLive＞（チェリービーンズカフェ呉服町2F）
- 11月20日、静岡＜絶望の砂に咲く花ツアー＞（沼津QUARS）
- 11月21日、埼玉＜絶望の砂に咲く花ツアー＞（熊谷MORTAR RECORDS）
- 11月25日、山梨＜絶望の砂に咲く花ツアー＞（甲府KAZOO HALL）
- 11月26日、名古屋＜絶望の砂に咲く花ツアー＞（名古屋HUCKFINN）
- 11月27日、長野＜絶望の砂に咲く花ツアー＞（駒ヶ根NIRVASH）
- 12月2日、岩手＜絶望の砂に咲く花ツアー＞（岩手宮古COUNTER ACTION MIYAKO）
- 12月3日、福島＜絶望の砂に咲く花ツアー＞（いわき clubSONICiwaki）
- 12月5日、静岡＜絶望の砂に咲く花ツアー＞（静岡FREAKYSHOW）
- 12月10日、東京＜絶望の砂に咲く花ツアー＞（高円寺HIGH）
- 12月11日、三重＜絶望の砂に咲く花ツアー＞（伊勢BARRET）
- 12月14日、札幌＜絶望の砂に咲く花ツアー＞（札幌LOG）
- 12月17日、札幌＜絶望の砂に咲く花ツアー＞（札幌SOUND CRUE）
- 12月20日、大阪＜絶望の砂に咲く花ツアー＞（大阪 心斎橋 新神楽）
- 12月21日、京都＜絶望の砂に咲く花ツアー＞（京都GATTACA）
- 12月26日、静岡＜絶望の砂に咲く花ツアー　FINAL！！＞（静岡ROXY）[20]

### 2022年
- 1月20日、埼玉＜モルタルレコードpresents『新年早々ライブ会場で逢いたいナイト＃５』＞（熊谷モルタルレコード）
- 1月25日、名古屋＜2YOU MAGAZINE PRESENTS -IF I FELL-＞（Live House HUCK FINN）
- 2月18日、埼玉＜モルタルレコード presents ～ソングイズライフNEO#94 『ツワモノシンガーナイト』＞（熊谷モルタルレコード）
- 2月26日、静岡＜路上ライブ「辻義理」＞（静岡駅北口地下広場）
- 3月11日、静岡＜aro企画ライブ 音の旅人＞（静岡清水MotoStudio）
- 3月25日、埼玉＜モルタルレコード presents ～ソングイズライフNEO#102「出会いはやはりまだまだたくさんあるからカモンナイト」＞（熊谷モルタルレコード）
- 3月26日、静岡＜路上ライブ「辻義理」＞（静岡駅北口地下広場）
- 3月27日、静岡＜お花見コンサート＞（浜松市十輪寺）
- 4月1日、静岡＜まちは劇場TRY22オープニングステージ＞（静岡まつり駿府大演舞場）
- 4月2日、静岡＜静岡まつり　山作戰ライブ＞（静岡まつり駿府大演舞場）
- 4月9日、静岡＜路上ライブ「辻義理」＞（静岡駅北口地下広場）
- 4月10日、静岡＜じんむ市ステージ演奏＞（神武通り商店街）
- 4月15日、静岡＜zakaya Moto Studio Live＞（Izakaya Moto Studio）
- 4月19日、名古屋＜2YOU MAGAZINE & HUCK FINN PRESENTS -となりにあるうた-＞（HUCK FINN）
- 4月20日、埼玉＜モルタルレコード presents～ソングイズライフNEO#109「ツワモノシンガーズナイト＃2」＞（熊谷モルタルレコード）
- 5月22日、静岡＜まち劇パフォーマー＞（七間町 (静岡市)ARTIE アルティエ野外ステージ）
- 5月26日、東京＜純れのん「universe」release tour 2022＞（高円寺AMP cafe）
- 5月28日、静岡＜静岡LIVEBAR FREAKY SHOW「Easy Freaky Show」＞（静岡Freakyshow）
- 5月30日、埼玉＜モルタルレコード presents～ソングイズライフNEO#119「ウタタズマイ＃5」＞（熊谷モルタルレコード）
- 6月4日、静岡＜路上ライブ「辻義理」＞（静岡駅北口地下広場）
- 6月11日、東京＜カミオカンデスミと気の置けない仲間たち＞（水道橋Words）
- 6月25日、静岡＜路上ライブ「辻義理」＞（静岡駅北口地下広場）
- 6月27日、埼玉＜モルタルレコード presents～ソングイズライフNEO#128＞（熊谷モルタルレコード）
- 7月3日、静岡＜路上ライブ「辻義理」＞（静岡駅北口地下広場）
- 7月9日、三重＜BARRET presents HOME GROWN -DAY2- LIVE SPACE BARRET 3rd ANNIVERSARY＞（LIVE SPACE BARRET）
- 7月24日、名古屋＜ライブ出演＞（鑪ら場）
- 7月26日、埼玉＜モルタルレコード presents 〜ソングイズライフ NEO#137 音楽イズフレンドリー！ナイト！＞（熊谷MORTAR RECORDS）
- 7月31日、静岡＜SING YOUR WORD 出演＞（沼津QUARS）
- 8月6日、静岡＜山作戰髙山真徳半世紀生存記念ライブ＞（フリーキーショウ ）
- 8月21日、静岡＜駿河城夏まつりナツゲキ　まち激パフォーマー山作戰LIVEステージ＞（ナツゲキステージ）
- 8月21日、静岡＜SING YOUR WORD＞（沼津QUARS）
- 8月27日、静岡＜路上ライブ「辻義理」＞（静岡駅北口地下広場）
- 9月3日、静岡＜路上ライブ「辻義理」＞（静岡駅北口地下広場）
- 9月10日、静岡＜JIMMYとからまわる世界プレゼンツ「中間期決算」＞（静岡 騒弦）
- 09月18日、静岡＜静岡フランス座・札の辻寄席＞（札の辻クロスホール ）
- 09月19日、静岡＜静岡フランス座・札の辻寄席＞（札の辻クロスホール ）
- 9月20日、札幌＜The Soul of a man＞（SoundCrew）
- 9月21日、小樽＜山作戰✕hopesign 希望の大作戰ツアー2022＞（A.LIVE）
- 9月22日、札幌＜「その希望」〜hopesign マンスリーライブ 特別編〜＞（札幌 LOG）
- 9月23日、砂川＜希望の大作戰ツアー2022＞（砂川 たまりBar home）
- 10月1日、静岡＜路上ライブ「辻義理」＞（札の辻）
- 10月9日、三重＜How many times,Tell the lies TOURS＞（伊勢BARRET）
- 10月15日、静岡＜路上ライブ「辻義理」＞（伝馬町けやき通り）
- 10月21日、埼玉＜ライブ＞（熊谷MORTAR RECORDS）
- 10月27日、熊本＜ハジメテノサイカイ＞（熊本Django）
- 10月30日、山口＜ハジメテノサイカイ山口編＞（Room61）
- 10月31日、岡山＜ひじラボライブ＞（ひじラボ）
- 11月3日、静岡＜ぐるぐるNUMAZOOフェスタ＞（プラサ ヴェルデ　コンベンションホールA）
- 11月5日、静岡＜髙山真徳弾き語りワンマン～山作戰髙山の音色探訪1～OpenLIVE  hiiragi_＞（フリーキーショー）
- 11月10日、埼玉＜モルタルレコード presents～ソングイズライフNEO#167『希望の大作戰～熊谷編』＞（熊谷モルタルレコード）
- 11月11日、東京＜hopesign LIVE 2022＞（高円寺AMPcafe）
- 11月12日、静岡＜「奥大井ふるさと祭り」＞（大井川鐵道 千頭駅横　親水公園）
- 11月12日、静岡＜「SING YOUR WORDS」＞（沼津QUARS）
- 11月19日、静岡＜路上ライブ「辻義理」＞（静岡駅北口地下広場）
- 11月23日、名古屋＜「MORI JUNTA TOUR 2022 SHA-LA-LA」オープニングアクト＞（名古屋シアターZONE）
- 11月24日、名古屋＜SPECIAL ACOUSTIC REVENGE #18＞（名古屋HUCK FINN）
- 11月26日、名古屋＜OPEN MUSIC #6＞（ROLLING MAN）
- 12月3日、静岡＜路上ライブ「辻義理」＞（札の辻）
- 12月6日、宮城＜浪漫☆酒場 まかな＞（仙台MACANA）
- 12月10日、静岡＜歳末オルタナ丼＞（静岡 騒弦）
- 12月13日、東京＜まだら世酔夢譚～そこが愛に充ちるなら～  ＞（高円寺HIGH）
- 12月24日、静岡＜路上ライブ「辻義理」＞（静岡駅北口地下広場）

### 2023年
- 1月13日、東京＜西荻ハイ！ハイ！ハイ！〜26杯目〜＞（西荻窪アートリオン）
- 1月21日、静岡＜路上ライブ「辻義理」＞（静岡駅北口地下広場）
- 1月28日、静岡＜路上ライブ「辻義理」＞（静岡駅北口地下広場）
- 1月30日、埼玉＜モルタルレコードpresents『遅めの新年会〜ライブで逢いたいナイト＃５』＞（熊谷モルタルレコード）
- 2月4日、静岡＜路上ライブ「辻義理」＞（伝馬町けやき通り）
- 2月6日、東京＜銀座さいしょライブ＆新年会「銀座の濃いの物語 其の一」＞（銀座さいしょ）
- 2月8日、静岡＜JOHNNY、SHINOKI＆KAMBE 2ND LIVE TOUR ＞（浜松 Biscuit Time）
- 2月11日、静岡＜路上ライブ「辻義理」＞（伝馬町けやき通り）
- 2月12日、静岡＜山作戰ライブ＞（焼津じんむ市）
- 2月18日、静岡＜山作戰髙山バンドLIVE「ごらんあれは冥王星」＞（静岡騒弦）
- 2月21日、埼玉＜モルタルレコードPRESENTS『ミチヲツナグヨル＃6』＞（熊谷モルタルレコード）
- 2月23日、静岡＜SING MY WORD＞（沼津QUARS）
- 2月26日、静岡＜あしくぼ「新春花火とマルシェ」＞（足久保公民館　グランド）
- 3月8日、兵庫＜東風平高根&山作戰 弾き語りツーマンライブ＞（ミュージックバーGK）
- 3月11日、静岡＜〜聞間拓Presents〜「ご褒美フェス」＞（浜名湖WATTS）
- 3月18日、静岡＜路上ライブ「辻義理」＞（静岡駅北口地下広場）
- 3月26日、静岡＜お寺でお花見コンサート＞（十輪寺）
- 3月30日、埼玉＜モルタルレコードPRESENTSソングイズライフNEO# 195 ＞（熊谷モルタルレコード）
- 4月2日、静岡＜静岡まつり　山作戰ライブステージ＞（大演舞場）
- 4月8日、静岡＜路上ライブ「辻義理」＞（静岡駅北口地下広場）
- 4月16日、静岡＜路上ライブ「辻義理」＞（静岡駅北口地下広場）
- 5月3日、名古屋＜SomedayHoliday #1＞（Live House HUCK FINN）
- 5月4日、静岡＜"Three Amigos!!"＞（沼津Quars）
- 5月6日、静岡＜路上ライブ「辻義理」＞（静岡駅北口地下広場）
- 5月13日、静岡＜SING YOUR WORD＞（沼津Quars）
- 5月16日、埼玉＜モルタルレコード「ボリビーラナイト # 12」＞（熊谷モルタルレコード）
- 5月20日、静岡＜路上ライブ「辻義理」＞（静岡駅北口地下広場）
- 5月21日、静岡＜OMACHI PRE OPEN PARTY【OTODASHI】＞（高架下パークOMACHI）
- 5月27日、静岡＜Hash live vol.2＞（キッチン×ピアノHash）
- 6月4日、静岡＜路上ライブ「辻義理」＞（静岡駅北口地下広場）
- 6月10日、東京＜カミオカンデスミと気の置けない仲間たちⅡ＞（水道橋Words）
- 6月16日、東京＜取説50th記念企画 海道一の弦取りたち＞（大森　風に吹かれて）
- 6月24日、静岡＜くるキャンしずまえフェスin用宗＞（用宗漁港）
- 7月4日、埼玉＜モルタルレコード presents　ミチヲツナグヨル＃31.5＞（熊谷モルタルレコード）
- 7月15日、静岡＜路上ライブ「辻義理」＞（静岡駅北口地下広場）
- 7月25日、東京＜Put it in the Pocket＞（神田 THE SHOJIMARU）
- 7月29日、静岡＜じんむ市 山作戰ライブ＞（焼津神武通り夜店市）
- 7月30日、東京＜オカー・キルミスター生誕47年記念興行 投げ銭ライブ＞（高円寺KATA_BAR）
- 8月6日、静岡＜ヤマサク夏の生まつり＞（フリーキーショウ）
- 8月11日、静岡＜Yama Night Fes in NUMAZU＞（沼津Quars）
- 8月12日、静岡＜静岡高架下パークOMACHI＞（からあげジャンボリー ）
- 8月12日、静岡＜あしくぼ夏まつり＞（足久保公民館　足久保グランド）
- 8月18日、東京＜真夏のVIVA YOUNG! 2023＞（下北沢 BASEMENT BAR）
- 9月6日、東京＜THE SHOJIMARU 4MAN LIVE＞（神田 THE SHOJIMARU）
- 9月9日、静岡＜路上ライブ「辻義理」＞（静岡駅北口地下広場）
- 9月16日、静岡＜清水izakaya moto studio＞（静岡土一揆）
- 9月20日、東京＜QUARS閉店涙〜エンドウタカシを応援する会＞（高円寺AMPCAFE）
- 9月21日、埼玉＜モルタル軍団ツアー沼津熊谷編！！！海を見たくなったけど夏終えちゃってたネ編＞（熊谷モルタルレコード）
- 9月23日、静岡＜緊急!!Quarsお見舞いLive!!＞（沼津 SPEAK EZ）
- 9月29日、東京＜まだら世酔夢譚２ ～真っ白なHIGHになっちまっても～＞（高円寺High）
- 10月1日、静岡＜「劇団渡辺版　不思議の国のアリス」出演＞（人宿町やどりぎ座）
- 10月3日、静岡＜「劇団渡辺版　不思議の国のアリス」出演＞（人宿町やどりぎ座）
- 10月7日、静岡＜路上ライブ「辻義理」＞（静岡駅北口地下広場）
- 10月8日、静岡＜「劇団渡辺版　不思議の国のアリス」出演＞（人宿町やどりぎ座）
- 10月9日、静岡＜「劇団渡辺版　不思議の国のアリス」出演＞（人宿町やどりぎ座）
- 10月11日、静岡＜「劇団渡辺版　不思議の国のアリス」出演＞（人宿町やどりぎ座）
- 10月21日、東京＜銀座 kime-sonic＞（銀座スタジオ ルアン）
- 10月27日、東京＜AMPcafe×山作戰 presents「やまさくあんぷる」1筒目＞（高円寺AMPcafe）
- 10月28日、静岡＜路上ライブ「辻義理」＞（静岡駅北口地下広場）
- 11月4日、静岡＜いちょうまつり 出演＞（清心寺）
- 11月7日、東京＜ACOUSTIC TUESDAY＞（高円寺KATA BAR）
- 11月11日、静岡＜奥大井ふるさと祭り 出演＞（道の駅奥大井音戯の郷前特設会場）
- 11月14日、東京＜Put it in the Pocket＞（神田 THE SHOJIMARU）
- 11月25日、東京＜乗り鉄Pre. 夜奏 嘉悦なつ美 1st Album キククスリ リリースツアー「良薬は耳に優し」＞（高円寺KATA BAR）
- 12月2日、静岡＜EART DINER オープニングパーティ＞（沼津 EART DINER）
- 12月3日、静岡＜クリスマスマーケット＞（あしたの杜）
- 12月9日、東京＜今日も今日とて Vol.5＞（久米川町 太陽と月灯り）
- 12月13日、東京＜THE SHOJIMARU 4MAN LIVE＞（神田 THE SHOJIMARU）
- 12月23日、静岡＜路上ライブ「辻義理」＞（静岡駅北口地下広場）
- 12月26日、埼玉＜モルタルレコードPRESENTS THANX2023！ ミチヲツナグヨルノ年末＃1＞（熊谷モルタルレコード）
- 12月29日、東京＜AMPcafe×山作戰 presents「やまさくあんぷる」2筒目＞（高円寺AMPcafe）
- 12月30日、静岡＜EARTHALL YEAR END BASH!!＞（沼津EARTHALL）

### 2024年
- 1月1日、静岡＜初日の出プロジェクト＞（蒲原海岸）
- 1月6日、静岡＜路上ライブ「辻義理」＞（静岡駅北口地下広場）
- 1月12日、東京＜山風祭 狂って踊る二枚の羽根 2024 新春 ＞（下北沢 Flowers Loft　）
- 1月13日、静岡＜NYSL＞（静岡騒弦）
- 1月25日、熊本＜ライブ＞（熊本 ビギナーズレコード）
- 1月26日、熊本＜弾き語りないものはないワンマン2024「garden in sweet」＞（熊本 リトルガーデン）
- 1月27日、福岡＜高山真徳(山作戰)『サイジョウイノサイカイツアー』＞（親不孝home）
- 1月28日、福岡＜永尾 勇祐1stデモCD『白に染まれ』無料配布 47都道府県ツアーファイナル＞（黒崎SEC）
- 2月1日、千葉＜aro × 陣内和生企画『音楽怪獣王国 vol.15』＞（千葉 ANGA ）
- 2月3日、静岡＜三上隼&EARTHALL共同企画 Congratulations!!＞（沼津EART HALL）
- 2月23日、三重＜BARRET presents -ヒトトナリ 第三十回-＞（LIVE SPACE BARRET）
- 2月29日、東京＜やまさくあんぷる 3筒目＞（高円寺AMPcafe）
- 3月2日、静岡＜路上ライブ「辻義理」＞（静岡駅北口地下広場）
- 3月9日、静岡＜カメンパーティー＞（LIVE HOUSE -UHU-）
- 3月20日、静岡＜路上ライブ「辻義理」＞（静岡駅北口地下広場）
- 3月31日、静岡＜お花見コンサート2024＞（浜松 十輪寺本堂）
- 4月4日、埼玉＜三上隼&モルタルレコード 共同企画 〜音街巡旅 #19〜＞（熊谷モルタルレコード ）
- 4月13日、静岡＜NEW WAVE KONG Vol.2＞（富士吉原ANTERA）
- 4月26日、東京＜やまさくあんぷる 4筒目＞（高円寺AMPcafe）
- 4月28日、静岡＜Hash Live -vol,7-＞（静岡 キッチン×ピアノ Hash）
- 4月29日、静岡＜ご褒美フェス＞（三ヶ日WATTS）
- 5月3日、静岡＜完全生音LIVE EARTのまつりvol.1＞（沼津 EART HALL）
- 5月5日、静岡＜路上ライブ「辻義理」＞（静岡駅北口地下広場）
- 5月25日、静岡＜路上ライブ「辻義理」＞（静岡駅北口地下広場）
- 5月26日、静岡＜極東の宴 Acoustic Edition in EART DINER Vol.2＞（沼津EART HALL）
- 5月30日、静岡＜音楽浪漫番外編＞（ロック喫茶 マキタさんとミッちゃんトコ）
- 6月1日、静岡＜山作戰のだら！だら？大作戦 パーソナリティ高山 だらだらいぶ＞（エスパルスドリームプラザ）
- 6月1日、静岡＜ノグチサトシ×矢野絢子×山作戰　Special 3 man LIVE＞（沼津 EARTHALL）
- 6月2日、東京＜杉本ラララ×りっちゃんpresents「ばけもん vol.27」＞（下北沢 DY CUBE）
- 6月8日、静岡＜路上ライブ「辻義理」＞（静岡駅北口地下広場）
- 6月15日、静岡＜路上ライブ「辻義理」＞（静岡駅北口地下広場）
- 6月16日、東京＜ カミオカンデスミ六二の仲間達＞（水道橋Words）
- 6月22日、静岡＜祝場 1＞（ヤマロクソース 志田邸旧醤油醸造蔵）
- 6月25日、静岡＜「劇団渡辺版　不思議の国のアリス」出演＞（人宿町やどりぎ座）
- 6月28日、静岡＜「劇団渡辺版　不思議の国のアリス」出演＞（人宿町やどりぎ座）
- 6月29日、静岡＜完全生音LIVE EARTのまつり vol.2＞（沼津EARTHALL）
- 6月30日、静岡＜「劇団渡辺版　不思議の国のアリス」出演＞（人宿町やどりぎ座）
- 7月3日、東京＜THE SHOJIMARU 4MAN LIVE＞（神田LIVE SPACE THE SHOJIMARU）
- 7月4日、千葉＜モルタルレコードPRESENTS モルタル&戸谷光共同企画 待ち合わせは熊谷でVol.32＞（熊谷モルタルレコード）
- 7月5日、東京＜やまさくあんぷる 5筒目＞（高円寺AMPcafe）
- 7月7日、静岡＜路上ライブ「辻義理」＞（静岡駅北口地下広場）
- 7月9日、静岡＜「劇団渡辺版　不思議の国のアリス」出演＞（人宿町やどりぎ座）
- 7月12日、静岡＜「劇団渡辺版　不思議の国のアリス」出演＞（人宿町やどりぎ座）
- 7月15日、静岡＜路上ライブ「辻義理」＞（静岡駅北口地下広場）
- 7月16日、千葉＜Acoustic ANGA＞（Live House ANGA）
- 7月27日、静岡＜祝場 2＞（ヤマロクソース 志田邸旧醤油醸造蔵）
- 7月28日、静岡＜完全生音LIVE EARTのまつりvol.3＞（沼津EART HALL ）
- 7月29日、静岡＜ゆうラジ・スナらじ／Ｐ’ｓプロモーション 出演＞（シティエフエム静岡76,9MHz・FM-Hi！）
- 7月30日、静岡＜トワイライトビーチ／P’sアーティスト・プロモーション 出演＞（エフエムぬまづ76,7MHz・COAST-FM）
- 7月31日、静岡＜モーニングTime877／P’sアーティスト・プロモーション 出演＞（87.7MHz・FMいずのくに）
- 8月1日、静岡＜おつかれ富士山／GOGO MUSIC 出演＞（エフエム御殿場86.3MHz・富士山GOGOエフエム）
- 8月1日、静岡＜g-sky昼ドキ！聴かにゃ〜RADIO／Ｐ’ｓプロモーション 出演＞（FM島田76.5MHｚ・g-sky76.5）
- 8月2日、静岡＜Music Rainbow ☆ 出演＞（エフエム熱海湯河原79.6MHz・FMCiao！）
- 8月3日、静岡＜フルヤトモヒロのITO cool sounds 出演＞（76.3MHz・エフエム伊東なぎさステーション）
- 8月3日、静岡＜第2回Acoustic LIVE in EART HALL＞（沼津EART HALL ）
- 8月6日、静岡＜髙山真徳誕生日祭ライブ「8✕6＝ 52」＞（Sarry's Cafe）
- 8月9日、東京＜DY CUBE presents 不変的変化-1-＞（下北沢 DY CUBE）
- 8月11日、静岡＜ワッツde夏祭りライブ2024＞（浜名湖WATTS）
- 8月12日、静岡＜山の日アフターパーティー＞（沼津EARTHALL ）
- 8月13日、東京＜Shuffle Tokyo＞（吉祥寺 MANDA-LA2）
- 8月17日、静岡＜かんばらまつり＞（特設ステージ）
- 8月20日、静岡＜モルタルレコードpresents～ 『モルタル軍団ツアー沼津編！～1年越し海を見たくなって夏に...＞（沼津EARTHALL）
- 8月24日、静岡＜くさなぎ夏フェス 駅前夕涼＞（草薙駅 (JR東海)南口イベント広場 草薙商店街通り）
- 8月24日、静岡＜焼津 神武通り商店街夜店市＞（神武通り中央特設会場）
- 8月28日、静岡＜音楽浪漫番外編＞（ロック喫茶 マキタさんとミッちゃんトコ）
- 9月6日、静岡＜LIVE＞（Café Bar シャバダバ）
- 9月7日、静岡＜元ちゃんFES＞（焼き鳥 元ちゃん）
- 9月10日、静岡＜音楽浪漫番外編＞（ロック喫茶 マキタさんとミッちゃんトコ）
- 9月13日、東京＜まだら世酔夢譚3～HIGHかイエスで答えてよね～＞（高円寺HIGH）
- 9月15日、静岡＜ELEPHANT FES＞（浜松Merry You）
- 9月16日、静岡＜完全生音LIVE EARTのまつりvol.4＞（沼津EARTHALL ）
- 9月20日、静岡＜来夢来人＞（静岡騒弦）
- 9月21日、静岡＜祝場 3 再＞（ヤマロクソース 志田邸旧醤油醸造蔵）
- 9月23日、静岡＜極東の宴 Acoustic Edition in EART DINER Vol.3＞（沼津EARTHALL）
- 9月29日、静岡＜大きな山に向かって奏でるさいしょに寿司＞（キッチン×ピアノ Hash）
- 10月5日、静岡＜例大祭 ライブ＞（熊野神社）
- 10月6日、静岡＜SOTA KAMBE PRESENTS 歌うたいフェスティバル2024＞（LIVE HOUSE UHU）
- 10月11日、静岡＜七間町のツメアト＞（LIVE HOUSE UHU）
- 10月12日、静岡＜祝場 4＞（ヤマロクソース 志田邸旧醤油醸造蔵）
- 10月13日、静岡＜OTOTOOTOTO＞（沼津EARTHALL）
- 10月14日、静岡＜銀座おもてなし祭＞（清水駅前）
- 10月14日、静岡＜完全生音LIVE EARTのまつりvol.5＞（沼津EARTHALL ）
- 10月17日、静岡＜トコチャンワイド 出演＞（ケーブルテレビ）
- 10月18日、東京＜AMPcafe×山作戰 presents やまさくあんぷる 6筒目＞（高円寺AMPcafe）
- 10月19日、静岡＜Song Kong vol.93 ＞（吉原ANTERA）
- 10月20日、静岡＜ライブ＞（くさがやマルシェ）
- 10月21日、大阪＜summit＞（LIVE & BAR 真心場）
- 10月24日、熊本＜AcousticLive＞（ヒロミキッチン）
- 10月25日、熊本＜綺想本能ツアー＞（LittleGarden）
- 10月26日、福岡＜綺想本能ツアー 福岡 親不孝HOME編＞（親不孝HOME）
- 10月27日、福岡＜永尾 勇祐 presents LIVE Vol.1＞（黒崎）
- 10月28日、静岡＜ゆうラジ・スナらじ／Ｐ’ｓプロモーション＞（76,9MHz・FM-Hi！シティエフエム静岡)
- 10月29日、静岡＜トワイライトビーチ／P’sアーティスト・プロモーション＞（76,7MHz・COAST-FM エフエムぬまづ）
- 10月30日、静岡＜モーニングTime877／P’sアーティスト・プロモーション＞（87.7MHz・FMいずのくに）
- 10月30日、静岡＜マキタさんVS山作戰＞（マキタさんとミッちゃんトコ）
- 10月31日、静岡＜g-sky昼ドキ！聴かにゃ～RADIO／P'sプロモーション＞（76.5MHz・g-sky76.5 FM島田）
- 10月31日、静岡＜フジヤマサンセット・ゆうさんアワー！／GOGO MUSIC＞（86.3MHz・富士山GOGOエフエム エフエム御殿場）
- 11月1日、静岡＜Music Rainbow ☆＞（79.6MHz・FMCiao！ エフエム熱海湯河原）
- 11月2日、静岡＜いちょうまつり＞（浜松 曹洞宗天龍山清心寺）
- 11月2日、静岡＜フルヤトモヒロのITO cool sounds＞（76.3MHz・エフエム伊東なぎさステーション エフエム伊東）
- 11月3日、静岡＜GENchan Presents HOW CRAZY Vol.1＞（沼津 STUDIO NION）
- 11月9日、静岡＜64 #07＞（ヤマロクソース 志田邸旧醤油醸造蔵）
- 11月10日、静岡＜路上ライブ「辻義理」＞（静岡駅北口地下広場）
- 11月15日、静岡＜earthall pre. "LIFE" ＞（沼津ERATHALL）
- 11月16日、静岡＜路上ライブ「辻義理」＞（静岡駅北口地下広場）
- 11月18日、静岡＜ゴゴボラケ生出演＞（静岡放送 SBSラジオ）
- 11月19日、静岡＜soleいいね 出演＞（静岡放送 SBSテレビ）
- 11月23日、静岡＜ヤマサクついに！センまつり＞（静岡市民文化会館）
- 11月26日、静岡＜Miracle★Tuesday＞（浜松Esquerita68）
- 11月27日、静岡＜ノグチサトシ×矢野絢子×髙山真徳（山作戰）Special 3 man LIVEⅡ＞（EARTHALL）
- 11月30日、静岡＜E.A.S.T 24＞（かのがわ風のテラス）
- 12月7日、静岡＜与太郎night＞（沼津EARTHALL）
- 12月11日、静岡＜山作戰VS マキタさん＞（マキタさんとミッちゃんトコ ）
- 12月13日、静岡＜完全生音LIVE EARTのまつりvol.6＞（沼津EARTHALL）
- 12月14日、静岡＜祝場 5＞（ヤマロクソース 志田邸旧醤油醸造蔵）
- 12月15日、静岡＜杉山フルーツ 第31回フレンズマルシェ＞（吉原杉山フルーツ 特設ステージ）
- 12月15日、静岡＜路上ライブ 辻義理＞（伝馬町けやき通り）
- 12月20日、静岡＜AMPcafe×山作戰 presents やまさくあんぷる 7筒目＞（高円寺AMPcafe）

### 2025年
- 1月1日、静岡＜元旦初日の出プロジェクト＞（蒲原海岸）
- 1月4日、静岡＜うたのひとしずく vol.1＞（吉原コミュニティスペースANTERA）
- 1月5日、静岡＜路上ライブ「辻義理」＞（静岡駅北口地下広場）
- 1月10日、静岡＜EARTのまつり＞（沼津EARTHALL）
- 1月11日、静岡＜路上ライブ「辻義理」＞（静岡駅北口地下広場）
- 1月12日、静岡＜祝場 6＞（ヤマロクソース 志田邸旧醤油醸造蔵）
- 1月18日、静岡＜LOOPingLOOP アートダイナー1周記念パーティー＞（沼津EARTHALL）
- 1月24日、東京＜新春山山ショー＞（六本木school）
- 2月1日、東京＜KI-ME SONIC＞（銀座ルアン）
- 2月9日、東京＜SCHOOL TOKYO presents歌心 vol.1＞（六本木SCHOOL LIVE&BAR TOKYO）
- 2月9日、東京＜路上ライブ「辻義理」＞（ルミネ新宿ルミネ２前）
- 2月11日、静岡＜路上ライブ「辻義理」＞（伝馬町けやき通り）
- 2月12日、静岡＜山作戰VS マッキーマークン＞（マキタさんとミッちゃんトコ）
- 2月15日、静岡＜完全生音LIVE EARTのまつりvol.8＞（沼津EARTHALL）
- 2月22日、静岡＜祝場 7＞（ヤマロクソース 志田邸旧醤油醸造蔵）
- 2月23日、静岡＜路上ライブ「辻義理」＞（静岡駅北口地下広場）
- 2月24日、静岡＜路上ライブ「辻義理」＞（静岡駅北口地下広場）
- 2月28日、東京＜AMPcafe×山作戰 presents やまさくあんぷる 8筒目＞（高円寺AMP cafe）
- 3月2日、静岡＜路上ライブ「辻義理」＞（静岡駅北口地下広場）
- 3月8日、静岡＜ほぼ生音LIVE EARTのまつりvol.9＞（沼津EARTHALL）
- 3月9日、静岡＜祝場 8＞（ヤマロクソース 志田邸旧醤油醸造蔵）
- 3月11日、静岡＜山口 進×スギタヒロキ 〜 あいのうた 静岡編 〜＞（マキタさんとミッちゃんトコ）
- 3月15日、静岡＜路上ライブ「辻義理」＞（静岡駅北口地下広場）
- 3月18日、東京＜チェルシー&ヴァン/山作戰/ボダイジュ/＞（吉祥寺 MANDA-LA2）
- 3月21日、静岡＜七間町夜ノ森＞（静岡uhu）
- 3月22日、静岡＜路上ライブ「辻義理」＞（おまちDE遊び場）
- 3月23日、静岡＜元ちゃんフェス2025 プレイベント＞（焼き鳥 元ちゃん）
- 3月23日、静岡＜路上ライブ「辻義理」＞（静岡駅北口地下広場）
- 3月29日、静岡＜路上ライブ「辻義理」＞（伝馬町けやき通り）
- 3月30日、静岡＜お花見コンサート＞（浜松十輪寺）
- 4月4日、静岡＜静岡まつり＞（駿府城公園大演舞場）
- 4月4日、静岡＜浅間神社廿会祭＞（浅間神社）
- 4月5日、静岡＜Saturday Night Shuffle＞（uhu）
- 4月9日、静岡＜マッキー★マークン VS 山作戰＞（マキタさんとミッちゃんトコ）
- 4月13日、静岡＜祝場 9＞（ヤマロクソース 志田邸旧醤油醸造蔵）
- 4月19日、静岡＜完全生音LIVE EARTのまつりvol.10 ～十回記念独演会 まさのりおおいにうたう～＞（沼津EARTHALL）
- 4月20日、静岡＜路上ライブ「辻義理」＞（静岡駅北口地下広場）
- 4月25日、東京＜AMPcafe×山作戰 presents やまさくあんぷる 9筒目＞（高円寺AMP cafe）
- 4月27日、静岡＜ご褒美FES 2025＞（浜名湖WATTS）
- 4月29日、静岡＜路上ライブ「辻義理」＞（伝馬町けやき通り）
- 5月3日、東京＜エスパルスステージ＆フードコートエリア＞（国立競技場に隣接する都立明治公園）
- 5月4日、静岡＜二周年記念WEEK DAY 8 NIGHT TIME＞（吉原ANTERA）
- 5月5日、静岡＜音楽とLianeマルシェ＞（富士見の丘キャンプ場）
- 5月17日、東京＜熱源 1＞（六本木School）
- 5月18日、静岡＜祝場 10＞（ヤマロクソース 志田邸旧醤油醸造蔵）
- 5月24日、静岡＜インド舞踊の会サランガイ25周年記念 おかげさまの会＞（スタジオ・サランガイ）
- 5月25日、静岡＜響き THE LIVE＞（Cafe Namakemono）
- 5月30日、静岡＜完全生音LIVE EARTのまつり vol.11＞（沼津EARTHALL）
- 5月31日、静岡＜レコ発 エレベスタスタローンツアー ～怒りのワンマン～＞（静岡騒弦）
- 6月1日、東京＜祖師谷大蔵エクレルシM.D.H presents. NICE TO MUSIC Vol.01＞（ライブカフェ・エクレルシ）
- 6月6日、静岡＜完全アンプラグド投げ銭LIVE 第13夜＞（沼津EARTHALL）
- 6月7日、東京＜邂逅から45年目の夏＞（水道橋Words）
- 6月14日、静岡＜フレンズマルシェ＞（杉山フルーツ）
- 6月15日、静岡＜祝場 11＞（ヤマロクソース 志田邸旧醤油醸造蔵）
- 6月21日、静岡＜VIVAYOUNG 〜ロックンロールの真最中！〜＞（沼津EARTHALL）
- 6月22日、静岡＜路上ライブ「辻義理」＞（伝馬町けやき通り）
- 6月27日、東京＜やまさくあんぷる 10筒目＞（高円寺AMP cafe）
- 6月28日、静岡＜ 三上隼 New Single ブランケット リリースツアー 〜沼津編〜＞（沼津EARTHALL）
- 6月29日、静岡＜カンバーラトミュージック＞（蒲原学習交流館）
- 7月5日、静岡＜LIFEGOESON＞（鈴木邸）
- 7月9日、静岡＜マッキー★マークン VS 山作戰＞（マキタさんとミッちゃんトコ）
- 7月12日、埼玉＜三上隼 & モルタルレコード共同企画 音街巡旅 #20＞（熊谷モルタルレコード ）
- 7月19日、静岡＜完全生音LIVE EARTのまつりvol.12＞（沼津EARTHALL）
- 7月20日、静岡＜祝場 12＞（ヤマロクソース 志田邸旧醤油醸造蔵）
- 7月26日、静岡＜路上ライブ「辻義理」＞（伝馬町けやき通り）
- 7月27日、静岡＜eternal summer.＞（沼津EARTHALL）
- 8月3日、静岡＜祝場 13＞（ヤマロクソース 志田邸旧醤油醸造蔵）
- 8月6日、静岡＜髙山真徳 誕生日祭ライブシリーズ「妄夏　喜」＞（Sarry's Cafe）
- 8月9日、静岡＜夜店市＞（静岡 呉服町名店街）
- 8月15日、静岡＜EARTのまつりvol.13 髙山真徳 誕生日祭ライブシリーズ「妄夏　笑」＞（沼津EARTHALL）
- 8月16日、静岡＜UTAUTAI FESTIVAL 2025＞（LIVE HOUSE -UHU-）
- 8月17日、静岡＜ぬまづ夏空音楽祭＞（ふじのくに千本松フォーラム プラサヴェルデ屋上庭園）

## ラジオ
- 山作戰のだら！だら？大作戦　SBS静岡放送　パーソナリティ(2019年4月7日より)[21]
  - 放送　毎週火曜日18:30〜18:45
  - Twitterアカウント　@daradarasbs

## ケーブルテレビ
- 山作戰の情熱！地店巡り。　株式会社TOKAIケーブルネットワーク　パーソナリティ(2021年2月より)
  - 放送　【111cH】火曜日19:30、木曜日23:30、日曜日21:30
  - チャンネルWEBサイト　トコチャンWEB

## エピソード
- 山作戰の「戰」の文字で左上は口が二つ並ぶ。新体文字のツの「戦」とは区別している。
- 天草から熊本市内へ引っ越した時にそれまでの可愛がられ方からの落差の大きさゆえ当時の写真には笑顔が少なく、そのきっかけになった事件が「ぼくのおとうさんもばい事件」[注 2]。
- 東京では作詞[22]やCMの歌、コーラスの仕事をしながら自分の音楽活動をしていた[7]。
- 山作戰としてソロ活動をはじめた頃は剣道着[注 3]を着ていたが最近は作務衣がステージ衣装である。
- 自称階段フェチ[23]。
- 独特な語り口のMC[24]。
- Ustream（ライブ配信）の申請の時に、ちょっとした手違いで配信名が「ぼくなまはげ」になってしまった。「僕は禿げる父も祖父もそうだ、それでも僕の歌を聴いてくれますか？」[25]というタイトルのブログを生配信するのだから、ということで「生ぼくはげ」としたかったらしい。
- 山作戰のサポーターであったりファンを称して「山作員」と呼んでいる。日本全国に存在し九州から北海道のライブ会場まで足を運ぶ山作員も存在する。
- 天草栖朗名義の3枚目のアルバム『遺作』には斉藤英夫が携わり、音像調整、編曲、演奏としてクレジットされている。レコ発ライブやUstreamでは共演した。
- 静岡マラソン出場のランナーたちと親交を深めるうちに、知人から「ランナーの思いを込めた曲を作ってほしい」と頼まれ作った曲が「走るひと」[26](2015年)